# Тефлон
Политетрафлуороетилен (PTFE) је синтетички флуорополимер од тетрафлуороетилена који има бројне примене. Тефлон је заштићено име за материјале базиране на политетрафлуороетилену. Ово име је регистровало предузеће Хемоурс, које се одвојило од Дупонта, где је овај материјал оригинално откривен 1938. године. Тефлон је пронашао амерички хемичар Рој Џ. Планкет 1938. године.
Тефлон се добија слободнорадикалском полимеризацијом мешањем тетрафлуороетена са воденим раствором амонијум-персулфата. Може се добити суспензионом полимеризацијом или дисперзионом полимеризацијом (чиме се добија дисперзија полимера у води која се може концентровати и користити за премазе). Суспензионом полимеризацијом се добијају знатно веће честице, које се могу обликовати под притиском. 
Употреба му се заснива на хемијској инертности, термалној стабилности и нелепљивости. Од посебног значаја за његову употребу је што се топи тек на 327 °C па се може користити за кухињско посуђе. Тефлонизација материјала се изводи тако што се површина материјала механички учини неравном, а затим се шупљине под притиском испуњавају тефлоном.

## Хемијска структура
Предност тефлона у односу на остале материјале је што за њега ништа не пријања. Ова особина тефлона се објашњава великим бројем атома флуора који је најелектронегативнији елемент Периодног система. Електрони око флуора стварају штит око полимера и спречавају хемијска једињења да приђу полимеру. Поред тога, врло јака веза угљеник-флуор чини тефлон инертним те се користи у хемијској индустрији.

## Примена
Међутим, његова нереактивност га чини проблематичним за примену јер је проблем нанети га на површину. Користи се за израду реактора или пресвлака у реакторима у којим се одигравају реакције са корозивним супстанцама, такође и као материјал за боце у којима се чувају суперкиселине. Од њега се израђују полупропустљиве мембране у хлор-алкалној индустрији, пермеабилне мембране (енгл. Gore-Tex) које пропуштају водену пару напоље, а не пропуштају воду у обућу, цеви за катетер, посуђе у домаћинству, а користи се и као чврсти лубрикант.